# Карл Людвиг (князь Ангальт-Бернбург-Шаумбург-Хойма)
Карл Людвиг Ангальт-Бернбург-Шаумбург-Хоймский (нем. Karl Ludwig von Anhalt-Bernburg-Schaumburg-Hoym; 16 мая 1723, Шаумбург — 20 августа 1806, Шаумбург) — третий князь Ангальт-Бернбург-Шаумбург-Хойма, генерал голландской армии.

## Биография
Карл Людвиг — старший сын князя Виктора I Амадея Адольфа Ангальт-Бернбург-Шаумбург-Хоймского и его первой супруги Шарлотты Луизы Изенбург-Бирштейнской, дочери графа Вильгельма Морица Изенбург-Бирштейнского.
Карл Людвиг поступил на службу в голландскую армию и в Маасгуве познакомился с дочерью майора Беньяминой Гертрудой Кайзер. Не получив родительского благословения, он тайно женился на ней в ночь с 25 на 26 марта 1748 года. Брак оказался неудачным, и Карл Людвиг бросил жену уже в 1749 году. В результате нескольких судебных процессов брак был признан недействительным. В голландской армии Карл Людвиг дослужился до звания генерал-лейтенанта инфантерии, был назначен комендантом Тила. Наследовал отцу в 1772 году и позднее служил в имперской армии.

## Потомки
В первом браке с Беньяминой Гертрудой Кайзер родилась дочь:
- Виктория Гедвига Каролина (1749—1841), замужем за маркизом Тома де Фавра

12 декабря 1765 года в Браунфельсе Карл Людвиг женился на Амалии Элеоноре Сольмс-Браунфельсской, дочери князя Фридриха Вильгельма Сольмс-Браунфельсского. У супругов родились:
- Виктор II Карл Фридрих (1767—1812) — князь Ангальт-Бернбург-Шаумбург-Хойма, женат на Амалии Нассау-Вейльбургской
- Вильгельм (1771—1799)
- Алексиус Клеменс (1772—1776)
- София Шарлотта (1773—1774)
- Каролина Ульрика (1775—1782)